# Tours Duo
As Tours Duo são dois arranha-céus em construção, localizados no 13º arrondissement de Paris, na orla do anel viário e Ivry-sur-Seine.
O projeto multiuso se estende por mais de 108.000 m2. Abriga principalmente escritórios, que irão albergar a sede do banco Natixis (Grupo BPCE), mas também um hotel, um restaurante, um bar com esplanada panorâmica sobre Paris, um auditório, lojas e esplanadas verdes.
Quando concluída, a torre Duo nº 1, com 180 m, será o terceiro edifício mais alto da capital depois da Torre Eiffel (324 m) e da Torre Montparnasse (209 m), a par com a futura Tour Triangle. O conjunto deve completar o “cinturão” formado por várias torres e prédios altos nos portões da capital.
As obras foram iniciadas no final de março de 2017, com entrega das duas torres prevista para 2021.